# Boutigny
Boutigny ist eine französische Gemeinde im Département Seine-et-Marne in der Île-de-France. Sie gehört dort zum Kanton Serris im Arrondissement Meaux. Sie grenzt im Nordwesten an Nanteuil-lès-Meaux, im Norden an Fublaines, im Nordosten an Saint-Fiacre, im Osten an Villemareuil, im Südosten an Vaucourtois, im Süden an Coulommes, im Südwesten an Bouleurs (Berührungspunkt) und Quincy-Voisins und im Westen an Mareuil-lès-Meaux. Die Bewohner nennen sich die Boutignaciens.

## Bevölkerungsentwicklung
| Jahr      | 1962 | 1968 | 1975 | 1982 | 1990 | 1999 | 2008 | 2014 |
| --------- | ---- | ---- | ---- | ---- | ---- | ---- | ---- | ---- |
| Einwohner | 295  | 330  | 435  | 559  | 623  | 803  | 847  | 873  |

## Sehenswürdigkeiten
Siehe auch: Liste der Monuments historiques in Boutigny
- Schloss Bélou, Monument historique
- Kirche Saint-Médard
- Kapelle Magny-Saint-Loup

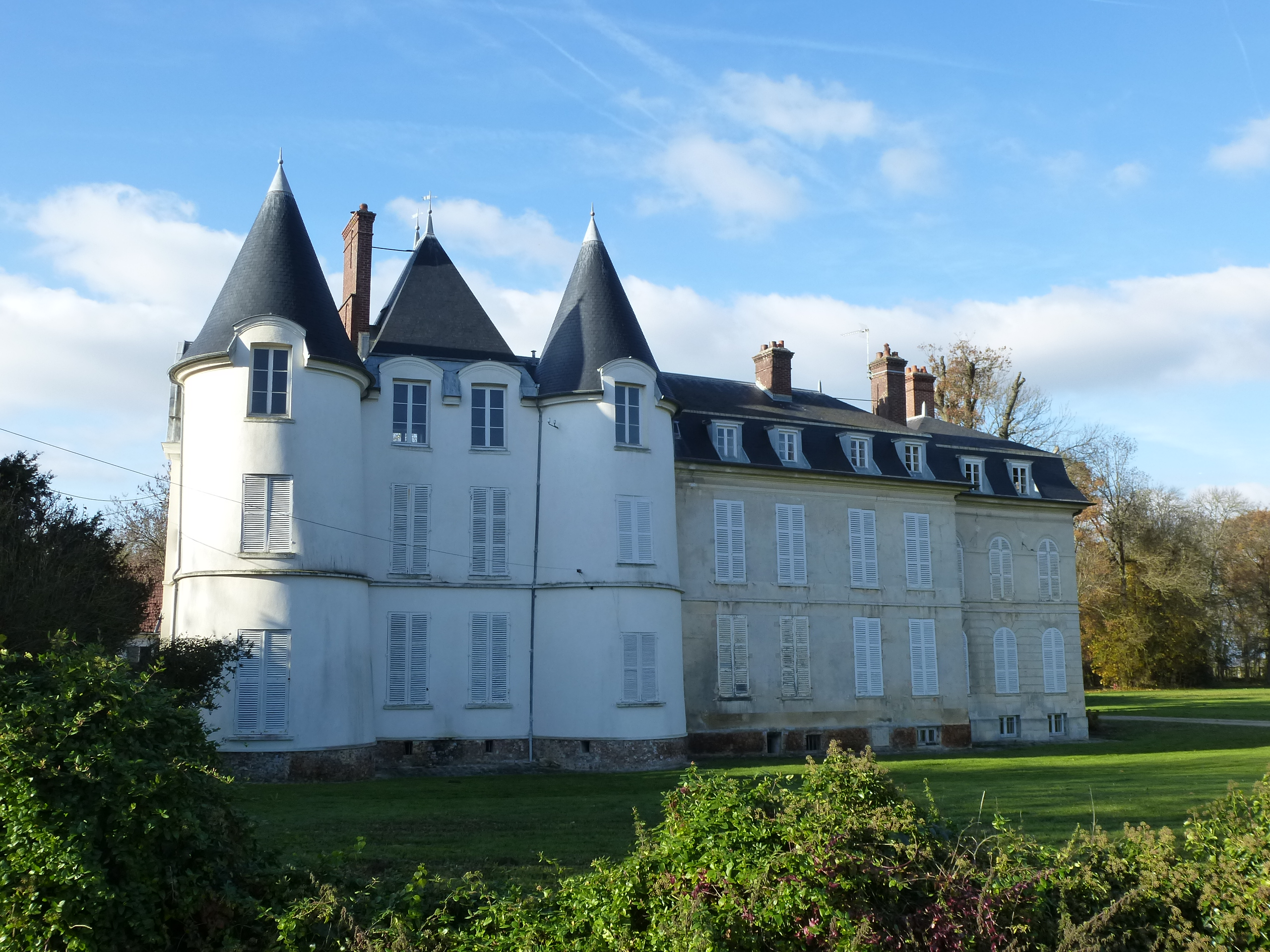
Château de Bélou
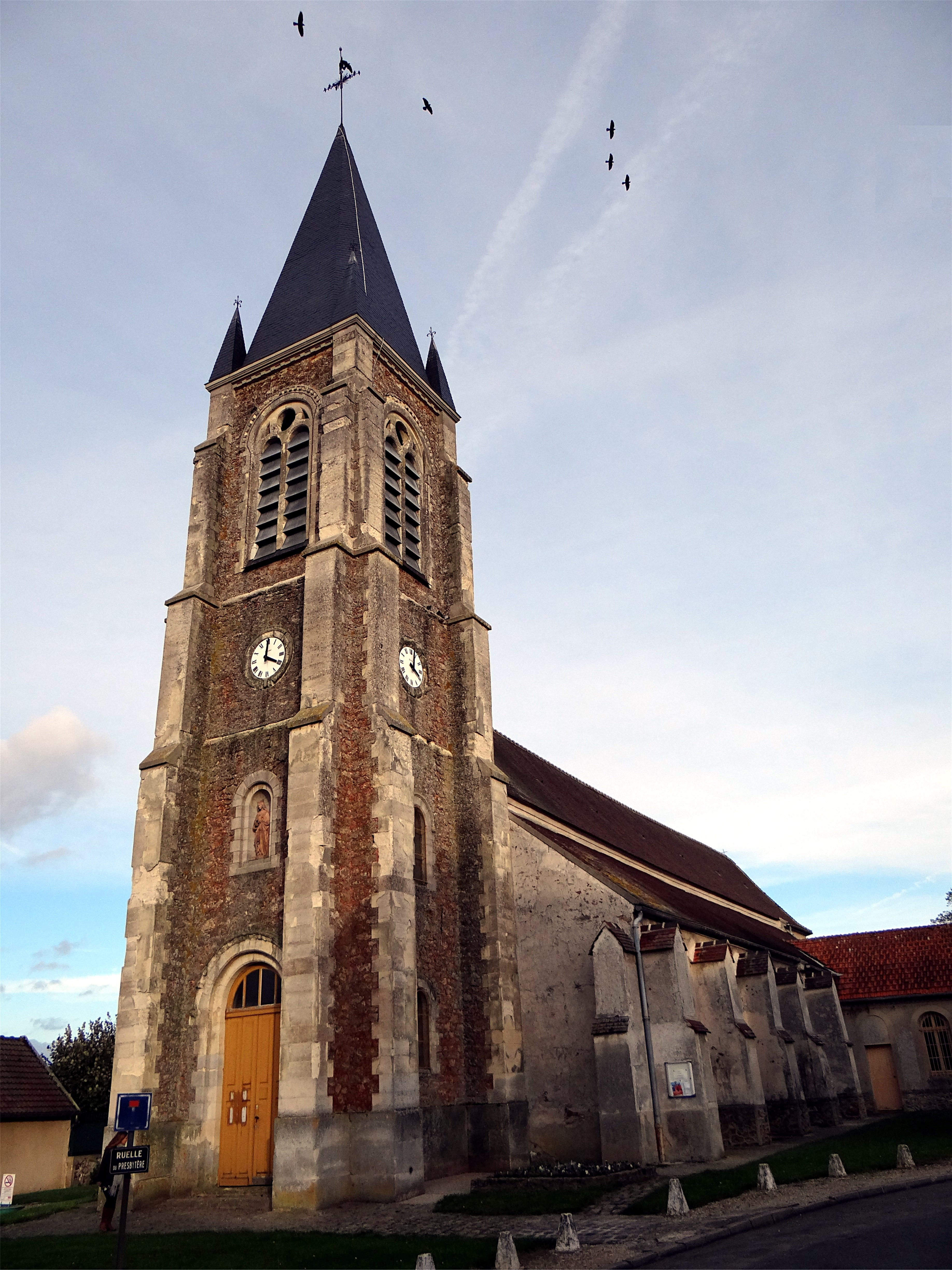
Kirche Saint-Médard
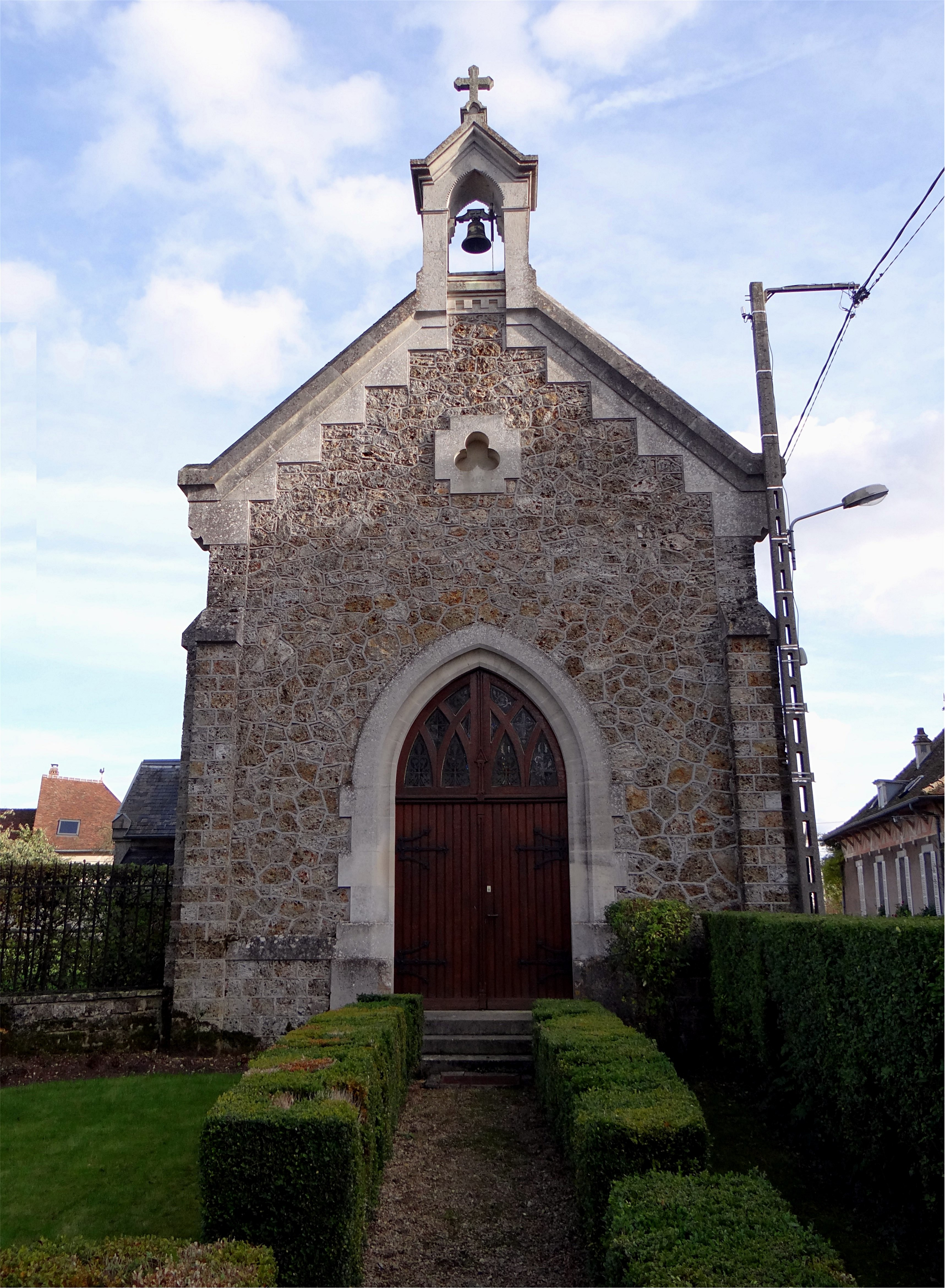
Kapelle Magny-Saint-Loup
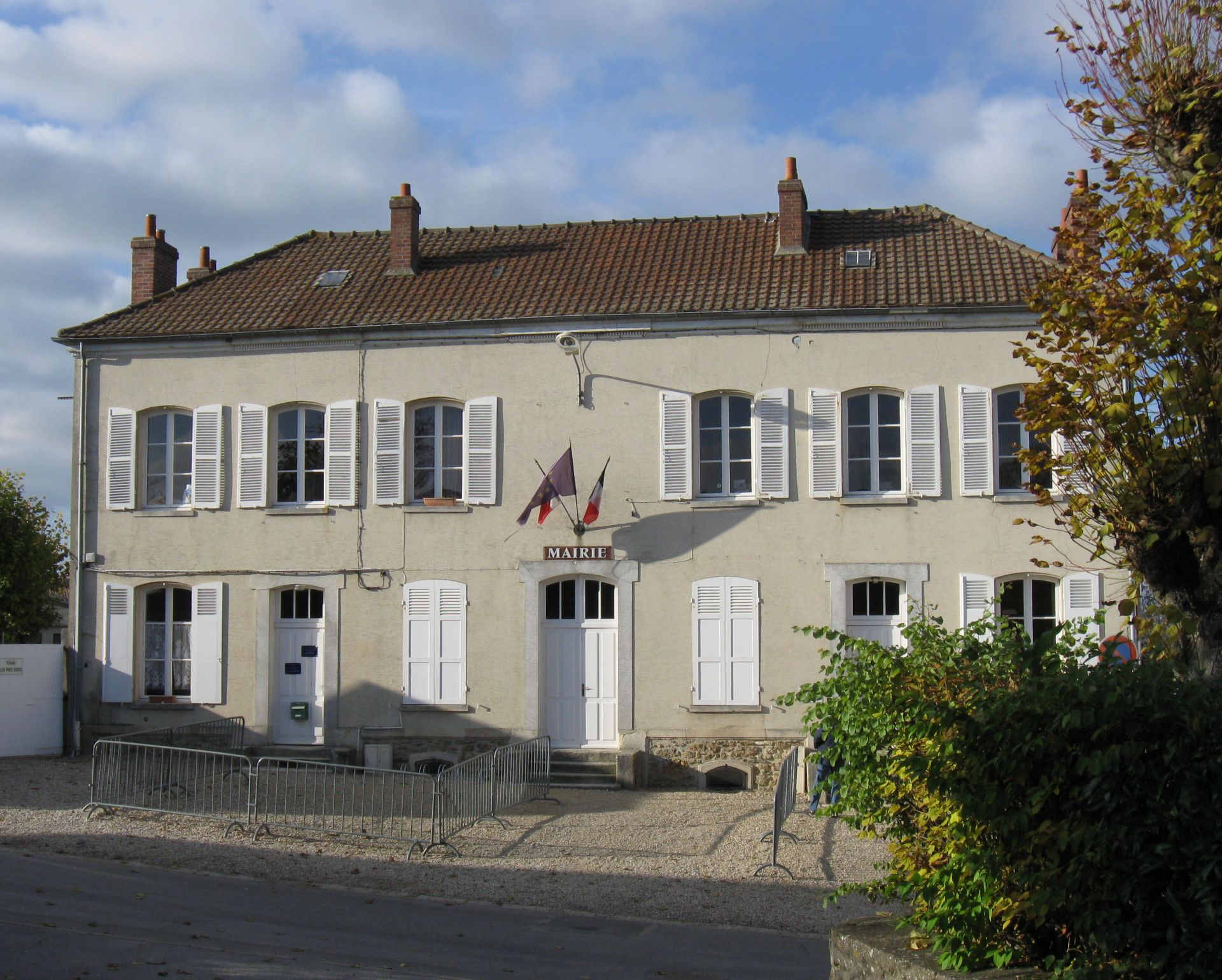
Mairie (Rathaus)